# Graphe de Grötzsch
Le graphe de Grötzsch est, en théorie des graphes, un graphe possédant 11 sommets et 20 arêtes. C'est le plus petit graphe sans triangle de nombre chromatique 4.
Il est nommé d'après Herbert Grötzsch qui l'a découvert en 1958.

## Construction
Le graphe de Grötsch peut être vu comme le graphe de Mycielski construit à partir du graphe cycle à cinq sommets :
- pour chaque sommet {\displaystyle v_{i}} du graphe cycle, on crée un nouveau sommet {\displaystyle u_{i}} lié aux deux voisins de {\displaystyle v_{i}} ;
- on crée ensuite un nouveau sommet {\displaystyle w} lié à tous les {\displaystyle u_{i}}.

## Propriétés

### Propriétés générales

Un circuit hamiltonien dans le graphe de Grötzsch.

Le diamètre du graphe de Grötzsch, l'excentricité maximale de ses sommets, est 2, son rayon, l'excentricité minimale de ses sommets, est 2 et sa maille, la longueur de son plus court cycle, est 4. Il s'agit d'un graphe 3-sommet-connexe et d'un graphe 3-arête-connexe, c'est-à-dire qu'il est connexe et que pour le rendre déconnecté il faut le priver au minimum de 3 sommets ou de 3 arêtes.
Le graphe de Grötzsch est hamiltonien (illustration).

### Coloration
Le nombre chromatique du graphe de Grötzsch est 4. C'est-à-dire qu'il est possible de le colorer avec 4 couleurs de telle façon que deux sommets reliés par une arête soient toujours de couleurs différentes. Ce nombre est minimal.
L'indice chromatique du graphe de Grötzsch est 5. Il existe donc une 5-coloration des arêtes du graphe telle que deux arêtes incidentes à un même sommet soient toujours de couleurs différentes. Ce nombre est minimal.
Il est possible de compter les colorations distinctes du graphe de Grötzsch. Cela donne une fonction dépendant du nombre de couleurs autorisé. C'est une fonction polynomiale et le polynôme qui lui est associé est qualifiée de polynôme chromatique. Ce polynôme de degré 11 admet pour racines tous les entiers positifs ou nuls strictement inférieurs à 4. Il est égal à : {\displaystyle (x-3)(x-2)(x-1)x(x^{7}-14x^{6}+95x^{5}-400x^{4}+1115x^{3}-2033x^{2}+2217x-1100)}.

### Propriétés algébriques
Le groupe d'automorphismes du graphe de Grötzsch est un groupe d'ordre 10 isomorphe au groupe diédral D5, le groupe des isométries  du plan conservant un pentagone régulier. Ce groupe est constitué de 5 éléments correspondant aux rotations et de 5 autres correspondant aux réflexions.
Le polynôme caractéristique de la matrice d'adjacence du graphe de Grötzsch est : {\displaystyle -(x-1)^{5}(x^{2}-x-10)(x^{2}+3x+1)^{2}}.